# European Indoors 1995
European Indoors 1995 — жіночий тенісний турнір, що проходив на закритих кортах з килимовим покриттям Saalsporthalle Allmend у Цюриху (Швейцарія). Проходив у рамках Туру WTA 1995. Відбувсь удванадцяте і тривав з 2 до 8 жовтня 1995 року. Сьома сіяна Іва Майолі здобула титул в одиночному розряді й отримала 150 тис. доларів США.

## Фінальна частина

### Одиночний розряд
Іва Майолі —  Марі П'єрс 6–4, 6–4
- Для Майолі це був 1-й титул в одиночному разряді за кар'єру.

### Парний розряд
Ніколь Арендт /  Манон Боллеграф —  Чанда Рубін /  Кароліна Віс 6–4, 6–7(4–7), 6–4